# Nordeste (Omã)
A província do Nordeste (em árabe: مُـحَـافَـظَـة شَـمَـال الـشَّـرْقِـيَّـة; romaniz.: Muḥāfaẓaṫ Šamāl aš-Šarqīyah) é uma das 11 províncias constitutivas do Sultanato do Omã. Foi criada em 2011 com a divisão da anterior província Oriental. Segundo censo de 2010, havia 162 482 residentes. Compreende área de 21 136 quilômetros quadrados e está subdividida em seis vilaietes (distritos).

## Vilaietes
| Nome árabe      | Nome português   | Área (km2) | População | Ref.  |
| --------------- | ---------------- | ---------- | --------- | ----- |
| المضيبي         | Mudaibi          | 12 108     | 69 377    | [ 1 ] |
| القابل          | Alcabil          | 1 632      | 16 033    | [ 1 ] |
| بدية            | Bidia            | 3 625      | 20 946    | [ 1 ] |
| دماء و الطائيين | Dima e Ataine    | 1 664      | 19 442    | [ 1 ] |
| ابراء           | Ibra             | 1 233      | 27 216    | [ 1 ] |
| وادي بني خالد   | Uádi Bani Calide | 874        | 9 468     | [ 1 ] |